# Miorița
A Miorița (Bárányka) az egyik legjelentősebb román népballada. Ez a pásztorok körében keletkezett mű Mircea Eliade szerint a Manole mesterrel együtt a román népköltészet csúcsa; George Călinescu pedig úgy véli, hogy egyike a román irodalom négy alapvető mítoszának. Központi szerepet kapott a román nemzeti identitás kialakítása körüli szellemi küzdelmekben, és a román nemzeti önismeret egyik fő forrásává vált.
Az egész román nyelvterületen, még a magyarországi és az ukrajnai román falvakban is ismerik. Balladaként, kolindaként és dalban is megjelenik a téma. Nicolae Saramandu nyelvész szerint frappáns hasonlóság van az erdélyi változatok és az aromán népköltemények között.
Több mint kilencszáz változata létezik. Magyarul is megvan csángó és székely népköltészeti változatban, és húsznál is több nyelvre fordították le; több magyar műfordítása is van. A mioritikus téma számos művésznek szolgált inspirációul.

## Keletkezése
Mircea Eliade feltételezése szerint a ballada ősi, indoeurópai eredetű lehet; valóban létezik egy hasonló legenda Indiában, Mahárástra, Rádzsasztán és Gudzsarát pásztorai között, a farkasokhoz kötődő mitológiában. Eszerint volt három fivér, akik közül kettő kiforgatta jussából a harmadikat. Ez elvándorolt, de biztosította testvéreit, hogy vissza fog térni visszavenni, ami neki jár. A farkas ennek a fivérnek lenne az alteregója. E legenda következménye az, hogy azok a pásztorok, akik körében él, nem ölik a farkast.
Adrian Fochi szerint kolindaváltozata középkori eredetű, keletkezési helye Kászonmonostor térsége lehetett; míg balladai formája a 18. század végén – 19. század elején alakulhatott ki Munténiában vagy Moldvában. A Miorița legrégebbi ismert formáját 1792–1794 között jegyezte le Erdély északkeleti részén, egy beszterce-naszódi laktanyában egy Ioan Șincai nevű tiszt, Gheorghe Șincai testvére. A kéziratot a 20. század végén fedezték fel a marosvásárhelyi levéltárban, és 1991-ben publikálták a Manuscriptum folyóiratban.
Arra hivatkozva, hogy az erdélyi változatok motívumai megtalálhatók az arománok népköltészetében is, Nicolae Saramandu arra a következtetésre jut, hogy a Miorița egyben a Dunától északra és délre keletkezett, ami egyezik azzal, hogy az aromán idióma jobban hasonlít az erdélyi, a máramarosi, a partiumi és a bánsági román nyelvjárásokra, mint a többire.

## Felfedezése és kiadása
A balladai változatot először Alecu Russo gyűjtötte 1846 februárja és áprilisa között a vranceai Sovejában. A modern román kultúra számára Vasile Alecsandri fedezte fel, aki egy levelében Russót jelölte meg, mint aki felhívta a figyelmét balladára, de annak halála után megváltoztatta véleményét, és „egy bizonyos Udrea” nevű csalhói pásztort jelölt meg forrásként.
Alecsandri először 1850. február 11-én publikálta a Csernovicban megjelenő Bucovina újság 3. évfolyamának 11. számában megjelenő Cântece poporale românești (Román népdalok) rovatban, Mieoara címmel. Augusztus 28-án a jászvásári Zimbrulban is közölte, majd 1852-ben Poesii poporale. Balade (Cântece păstorești)  (Népköltészet. Balladák (Pásztordalok)) című kötetben jelentette meg. 1862-ben Elena Cuzának dedikált, de csak 1866-ban megjelent Poezii populare ale Românilor, adunate și întocmite de Vasile Alecsandri (Román népköltészet Vasile Alecsandri gyűjtésében és gondozásában) című művében szerepeltette, a Manole mesterrel (Meșterul Manole) együtt. Atanasie Marian Marienescu 1859-ben Pesten megjelent Poezia populară. Colinde, culese și corese (A népköltészet. Kolindák) című gyűjteményében szerepel egy Judecata păstorilor (Pásztorok ítélete) című kolinda, amely a Miorița egy, az Északnyugat-Erdélyben (Naszód és Oláhlápos környékén) elterjedthez hasonló változatának tekinthető.
Első idegen nyelvű fordítását Constantin Alexandru Rosetti készítette el, és Jules Michelet francia történész publikálta Párizsban, 1854-ben, a Légendes démocratiques du Nord (Északi demokratikus legendák) című kötetében. Ez követi a verssorokra való felosztást, de szó szerinti fordítás. 1855-ben Alecsandri maga fordította le franciára, prózában, a Ballades et chants populaires de la Roumanie (Romániai balladák és népi énekek) című kötetében.

## Tartalma
|  | Alább a cselekmény részletei következnek! |

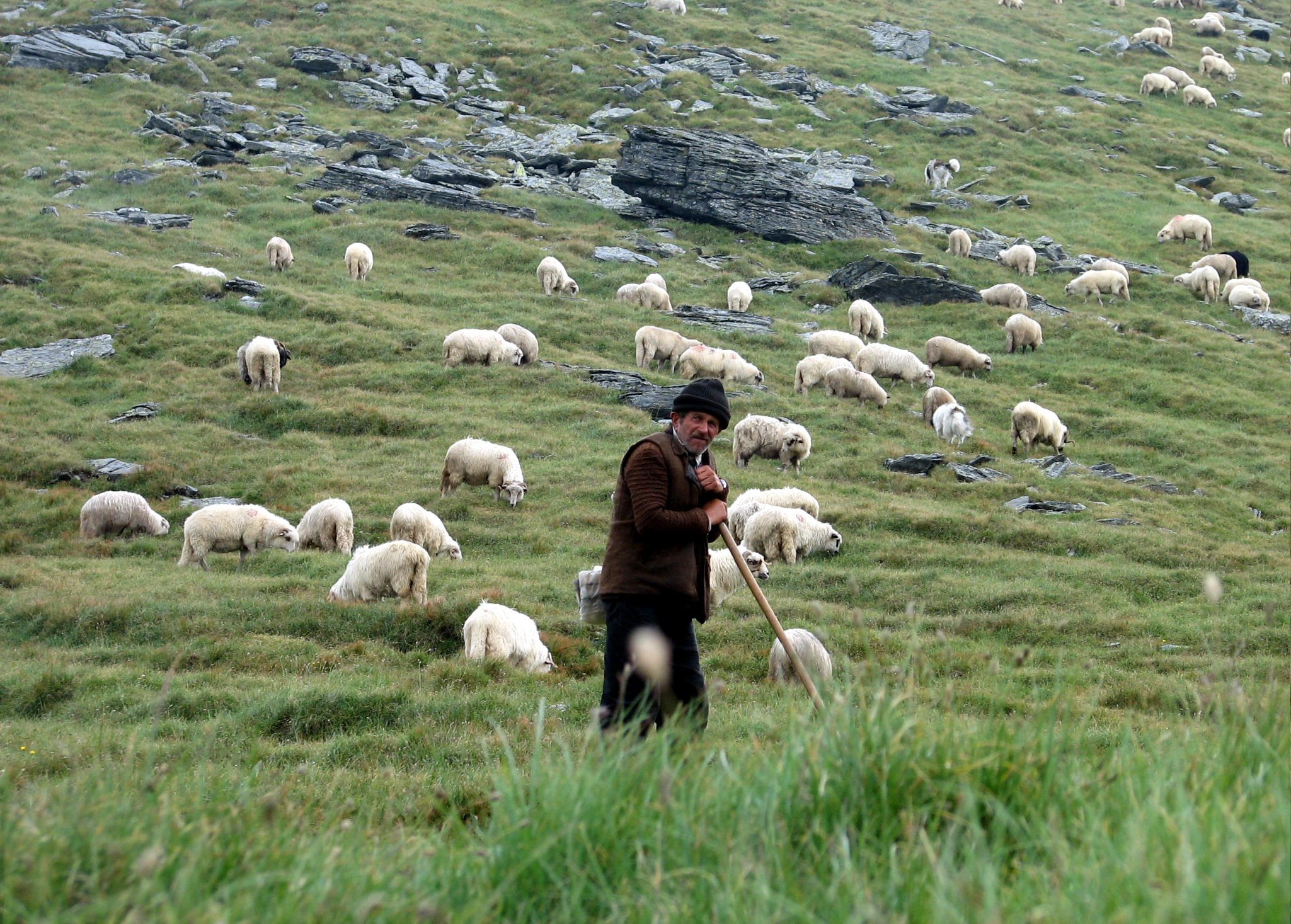
Pásztor juhaival a Fogarasi-havasokban

A Miorița a juhászok életéből meríti tárgyát. Az Alecsandri-féle változat az összes többi változat elemeit tartalmazza.
A ballada kezdete a tájat és a transzhumálást idézi fel („Havas csúcsától, / menny kapujától / völgyi vidékre / jő, jődögél le / három kis pásztor, / ki-ki falkástól”), majd azt a tragikus történetet eleveníti fel, amikor a juhait a hegyekben legeltető három pásztor (egy vranceai, egy ungurean, vagyis magyarországi, és egy moldvai) közül ketten tervet szőnek moldvai társuk megölésére: „több-szebb juháért, / göndör kosáért, / kezes lováért, / komondoráért”.
A ballada e részénél eltávolodva a valóságtól, meseszerűvé válik. A táltos bárány meghallván a két pásztor gyilkos tervét, felfedi azt gazdájának, s menekülésre biztatja. A juhász azonban nem hallgat a bárány szavára, s arra kéri őt, mondja meg a gyilkosainak, hogy temessék a juhakol mögé, hogy továbbra is a juhaival együtt lehessen, a kutyáit hallhassa. Azt is üzeni nekik, hogy három furulyát tegyenek melléje, hogy a szél fújására szólaljanak meg, gyűjtsék össze a nyáját, és juhai megsirathassák. A báránykát arra is kéri, a juhoknak ne mondja meg az igazat, hanem azt, hogy ő megnősült, királylányt vett el feleségül. Le is írja neki a mesebeli esküvőt, amelyen a „fenyőfa szépen, / volt a násznépem, / magas hegyek – papjaim, / s muzsikásaim / ezer madárka, / s csillag – a fáklya!” Azt is megmondja a báránykának, hogy mit tegyen, ha az anyjával találkozik. Ekkor idézi az őt kereső anyja szavait, majd arra kéri a báránykát, hogy mondja ugyanazt, amit a juhainak, és megismétli az esküvője jelenetét.
Az Kárpátoktól nyugatra található változatok inkább kolindaszerűek, és nem tartalmazzák a ballada mindegyik motívumát. Bennük három juhász megy nyáját nyaraltatni a hegyekbe. Kettő idősebb és egymás rokona, a harmadik fiatalabb és nem rokonuk. Az idősebbek azt mondják neki indoklás nélkül, hogy meg fogják ölni, és megkérdezik, hogy lelőjék-e vagy fejét vegyék. Kutatók szerint ez a motívum beavatási szertartáshoz tartozik. A fiatal a második halált választja, és végrendelkezik úgy, mint a balladában. Egyes változatokban azt is mondja társainak, hogy mikor ősszel lemennek a faluba, ne mondják meg az anyjának az igazat, hanem hogy visszamaradt a sánta juhokkal, és késni fog vacsorára.
Az arománok körében előforduló népkölteményekben is a kolinda motívumai találhatók meg.

## Stílusa
A kolindaváltozat versmértéke 7/8 szótag. Előadásmódja csoportos.
A balladai változatból a számos változat közül sokak számára a Vasile Alecsandri által publikált vált sztenderddé. Versmértéke 5/6 szótag. Előadásmódja egyéni. Eleinte nem mindenki ismerte el Alecsandri munkásságát; számos író, például Duiliu Zamfirescu, kétségbe vonta gyűjteményének értékét. Azzal is vádolták – amit egyébként ő is elismert –, hogy módosított az eredeti népi szövegeken a magas kultúra eszközeivel, amint a névtelen szerzők eredeti művének meghamisításaként értékeltek; mások ezt a népköltemény „csiszolatlan gyémántjának” kidolgozásaként látják. Jóllehet pontosan ebben a formában ő állította össze, reprezentatívnak tekinthető, mivel a ballada népi változataira jellemző autentikus elemekből építkezett; valamint csaknem minden epizódot, témát, motívumot tartalmaz, amelyek a Miorițát tipológiailag meghatározzák.

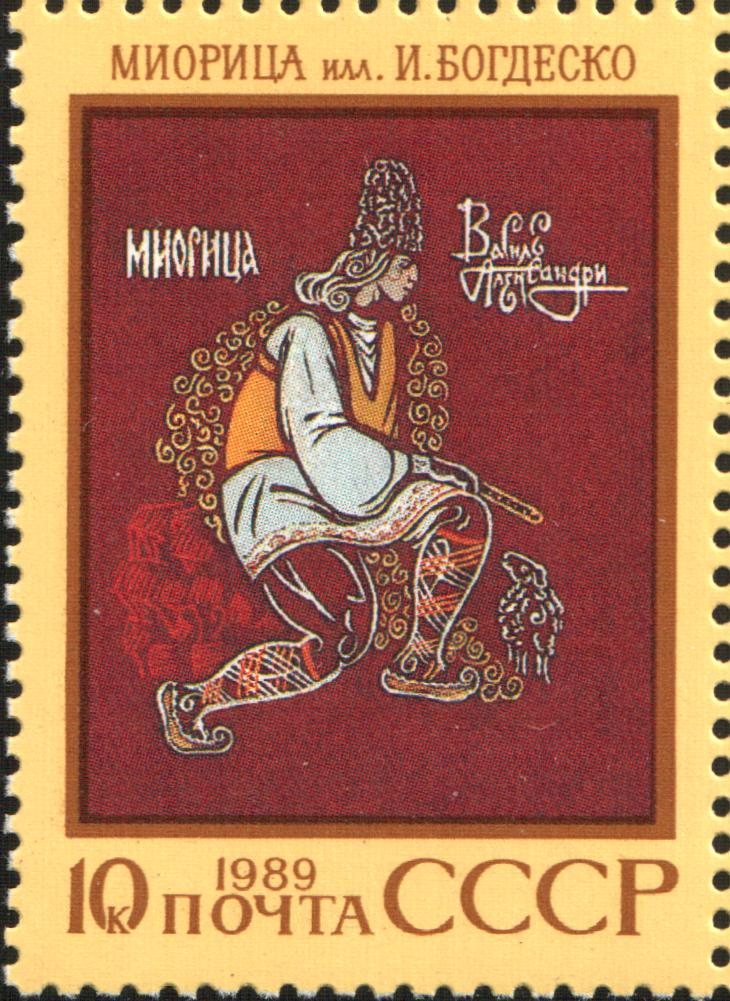
1989-es szovjet postabélyeg

## Kutatása
Egyike a legtöbbet kutatott román balladáknak; a román tudományos élet szinte minden nagy egyénisége megkísérelte az értelmezését. Mivel a román kultúra sokáig csak a népi kultúra szintjén létezett, a 19. század közepén, a nemzeti önazonosság megfogalmazása során kulcsfontosságúvá vált a román „néplelket” tükröző népköltemények felfedezése és „lefordítása” a magas kultúra számára. A Miorița és a Manole mester ebben központi szerepet foglalt el, ezért számos tanulmány foglalkozik velük, és másfél évszázad alatt a román identitás szerves részévé váltak. Témájuk azonban vitákat is kiváltott, melyek leginkább a balladák fatalizmusa körül forogtak. Zamfirescu például Alecsandri szemére veti, hogy míg az ő változatában a csobán egyszerűen elfogadja sorsát, egy másik változatban megküzd az életére törőkkel, és csak miután megölte őket, hal bele sebeibe, ami sokkal közelebb áll a „latin szellemhez”, melynek szerinte a románok a részei. Lucian Blaga a „mioritikus tér” fogalmának megalkotásával a román nemzeti karakter és történelem magyarázatára törekedett.
Mircea Eliade szerint ugyanakkor központi üzenete nem a létezéshez való pesszimista hozzáállás vagy a passzivitás, hanem a pásztornak az a döntése, hogy balsorsát a „kozmikus liturgia” egy pillanatává, „misztikus esküvővé” alakítsa át, ami egy eredeti feloldása a brutális eseménynek. Ez egyébként egy ma is ismert román temetési szokáshoz kapcsolódik, mely szerint a nőtlen férfiakat esküvői ruhában temetik el, mivel minden embernek át kell mennie a három fő életeseményen: a keresztség, az esküvőn és a halálon. A téma emellett az évszázadokra visszatekintő transzhumáló pásztorkodás román nép számára való jelentőségét, valamint ember és természet kapcsolatát is szimbolizálja.
Jelentőségénél fogva politikai szempontból is minden kurzus felhasználta saját eszmerendszerének legitimálására. Eredetileg a természettel szoros kapcsolatban élő román nép történelmi passzivitásának, beletörődő nyugalmának metaforájaként értelmezték, melyet nemzeti karakterként is értelmeztek. Van ugyanakkor egy olyan olvasata is, mely szerint – a három pásztor táji illetőségéből kiindulva – a „magyar” és a „vranceai székely” pásztor gyilkolja meg a bárányka gazdáját, ami a magyar kíméletlenség szimbóluma. Ezt az értelmezést Constantin Alexandru Rosetti hozta létre, amikor francia fordításában aktuálpolitikai céllal megváltoztatta az eredeti fogalmakat („magyarországi”, „vranceai”).
Ezzel lényegesen ellentétes elemzés szerint mindhárom pásztor román, és különböző helyi hovatartozásuk ellenére együttes megjelenésük az összrománság egységét látszik képviselni az anoním és kollektív szerző szemében.

## Hatása

### A magyar népköltészetben
Faragó József feltételezése szerint a megölt havasi pásztor balladája a románból került át a moldvai magyar népköltészetbe. Első feljegyzése Petrás Ince gyűjteményéből, 1840–1843-ból származik. Csak Moldvában ismert széles körben, de Erdélyben is jegyezték fel változatait. Másutt csak Moldvából és Erdélyből származó személyek ismerik. Mindegyik változat archaikus, verselése kiforrott, művészi eszközökben gazdag, dallama pentaton. A ballada szövege arról szól, hogy a sok juhot birtokló pásztorhoz három idegen jön, változattól függően híres tolvajok, gonosz tatárok, oláh juhászok, kanászok stb., akik követelik a juhait. A pásztor tudja, hogy meg fog halni, és azt kéri, temessék melléje a furulyáját, hogy ha a szél fúj, bárki meghallhassa; anyjának pedig mondják meg: „Hogy megházasodtam / E Fődnek zsírjával / E Napnak húgával.”
A magyar népköltészetben a Miorița harminc változata ismert, melyek rövidebbek, mint a románok. Tartalmukból hiányoznak azok a motívumok, amelyek a román kolindaféle változatokból is: a bárány mindegyikből, a székely változatokból az anya motívuma is.

### A román társadalomban és kultúrában
A román társadalomban a Miorița és a Manole mester Alecsandri által közreadott változatának hatása hozzájárult a román nyelv iránti érdeklődés erősödéséhez a román uralkodó osztály körében, ahol a francia volt a társalgás nyelve.
Több román irodalmi műben érezhető a Miorița hatása, például Mihai Eminescu egyik költeményének több változatában, melyben a költő azt az óhaját fejezi ki, hogy a természet ölén halhasson meg, és alhassa nyugodt örökös álmát.
Egy másik fontos, a Miorița által ihletett mű Mihail Sadoveanu Baltagul (A balta) című regénye (1930). Egy eltűnt pásztorról van benne szó, aki után felesége addig kutat, amíg rá nem jön, hogy két másik juhász megölte a juhaiért, és amíg meg nem találja a férje földi maradványait. Felkutatja a gyilkosait is, akik elnyerik büntetésüket.
A román filozófiában Lucian Blaga a „mioritikus tér” fogalmának megalkotásával a román nemzeti karakter és történelem magyarázatára törekedett.
A popkultúrából sem hiányzik a Miorița hatása. Például a moldovai Zdob și Zdub együttes céloz rá néhány verssorát idézve a 450 de oi (450 juh) című 2004-ben kiadott lemezén.

### A komolyzenében
Több román zeneszerzőt is megihletett a ballada, például Valentin Timarut, aki oratóriumot komponált Pe urmele Mioriței (A Miorița nyomában) címmel.
Magyar zeneszerzőtől is van ilyen zenemű. Kádár Imre fordításának alapján Kósa György komponálta szoprán és basszus hangra, fuvolára, gordonkára, hárfára és üstdobra.
Ismert még Karl Heinz Füssl osztrák zeneszerző tenorra vagy szopránra, női kórusra és öt hangszerre alkotott műve.

### Fordítások
A Miorița fordításainak az Alecsandri-féle változat az alapja. Ion Filipciuc 2001-ben 123 fordításáról számolt be, amelyek közül 15 olasz, 14 német, 9 angol, 8 magyar és 8 orosz. Továbbá vannak még lengyel, szlovén, szerb, ukrán, görög, lett, finn, japán, arab stb. fordításai.
A Miorițát magyarra fordította Erdélyi József, Moldován Gergely, Iosif Vulcan, Kádár Imre, Komjáthy István, Illyés Gyula, Kiss Jenő valamint a román mellett magyarul is anyanyelvi szinten beszélő és író Gelu Păteanu is.